# فصل من الخدمة

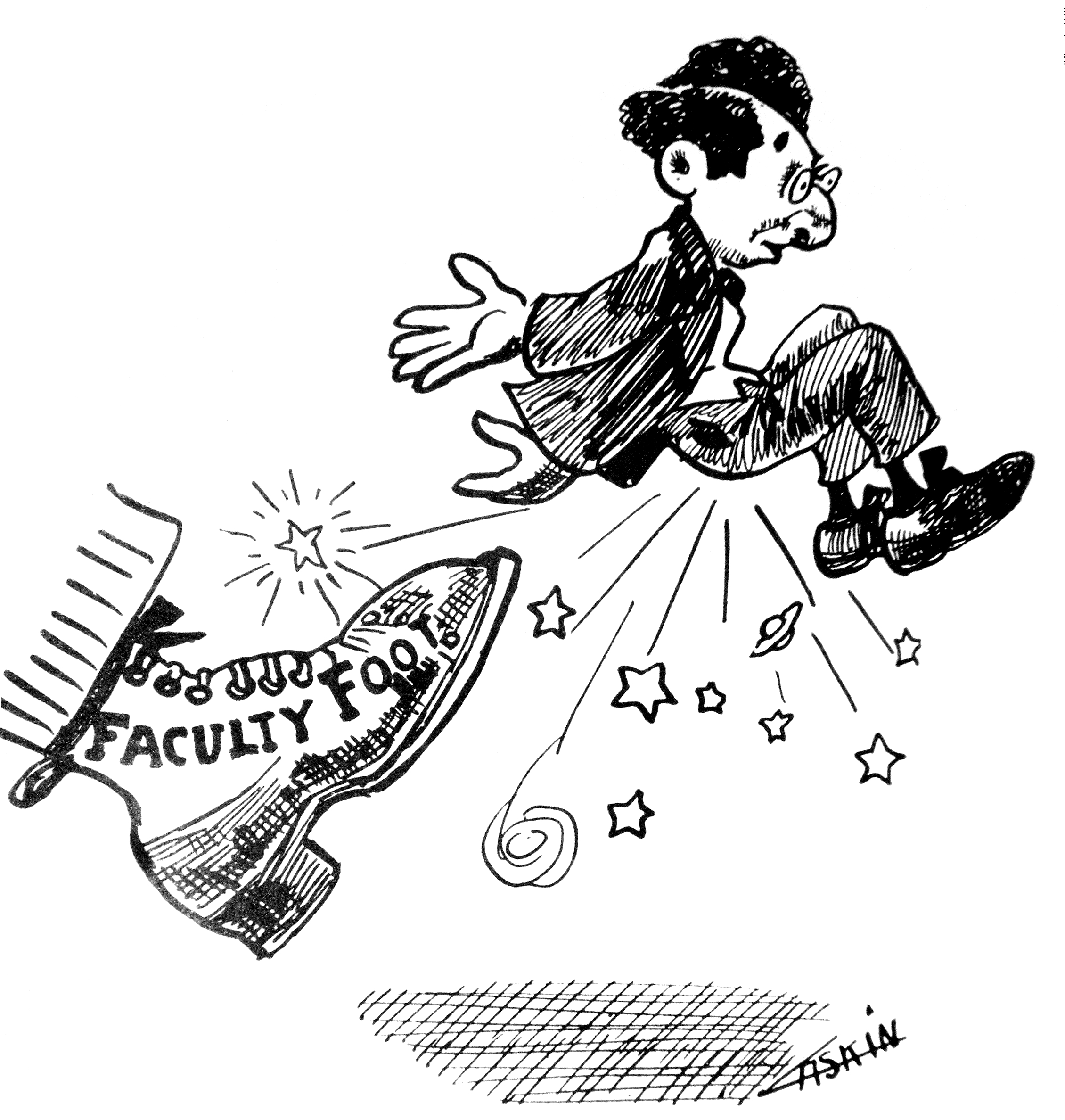

الفصل من الخدمة أو إنهاء العمل هو الحدث الذي يفصل فيه رب العمل الموظف من وظيفته، وذلك على عكس الاستقالة التي تجري بقرار من الموظف نفسه لإنهاء العمل. يكون الفصل من الخدمة عادة بسبب خطأ من الموظف أدى إلى حدوث أضرار كبيرة في العمل، لذلك عادة ما يعتبر الفصل من الخدمة أمرا معيبا وعارا لصاحبه، وقد يؤدي في الكثير من الأحيان إلى مشاكل للشخص أثناء بحثه عن عمله التالي، وبالتالي قد يلجئ بعض الأشخاص الذين تعرضوا إلى الفصل من الخدمة في السابق إلى إخفاء تلك الحقيقة أو عدم ذكرها ضمن سيرتهم الذاتية.
تتضمن بعض الأسباب الأخرى للفصل من الخدمة تراجع مستوى أعمال الشركة واضطرار الإدارة إلى التخلي عن بعض العاملين للمحافظة على وضع مالي مستقر للشركة، أو بسبب عدم الحاجة إلى خدمات بعض الموظفين بسبب تغير توجهات خدمات الشركة.

## اقرأ أيضا
- استقالة